# توم كوهلر
توم كوهلر (بالإنجليزية: Tom Koehler)‏ هو لاعب كرة قاعدة أمريكي، ولد في 29 يونيو 1986 في ذا برونكس في الولايات المتحدة.

## وصلات خارجية
- توم كوهلر على موقع دوري كرة القاعدة الرئيسي (الإنجليزية)
- توم كوهلر على موقعبيزبول رفرنس.كوم (الدوري الرئيسي) (الإنجليزية)
- توم كوهلر على موقعبيزبول رفرنس.كوم (الدوري الثانوي) (الإنجليزية)
- توم كوهلر على موقع إي إس بي إن.كوم (أم.أل.بي) (الإنجليزية)
- توم كوهلر على موقع مشجعي الرسوم البيانية (الإنجليزية)